# Pimenta Bueno
Pimenta Bueno là một đô thị thuộc bang Rondônia, Brasil. Đô thị này có diện tích 6241 km², dân số năm 2007 là 32893 người, mật độ 5,27 người/km².